# Vingåkers landsfiskalsdistrikt
Vingåkers landsfiskalsdistrikt var 1918–1964 ett landsfiskalsdistrikt i Södermanlands län, bildat när Sveriges indelning i landsfiskalsdistrikt trädde i kraft den 1 januari 1918, enligt beslut den 7 september 1917. Den 1 januari 1965 avskaffades i Sverige samtliga landsfiskaler och landsfiskalsdistrikt, och deras arbetsuppgifter delades upp på de nyskapade indelningarna polisdistrikt, åklagardistrikt och kronofogdedistrikt.
Landsfiskalsdistriktet låg under länsstyrelsen i Södermanlands län.

## Ingående områden
När Sveriges nya indelning i landsfiskalsdistrikt trädde i kraft den 1 oktober 1941 (enligt kungörelsen den 28 juni 1941) tillfördes Julita landskommun från Valla landsfiskalsdistrikt. När Sveriges nya indelning i landsfiskalsdistrikt trädde i kraft den 1 januari 1952 (enligt kungörelsen 1 juni 1951) ändrades distriktets omfattning.

### Från 1918
Oppunda härad:
- Västra Vingåkers landskommun
- Österåkers landskommun
- Östra Vingåkers landskommun

### Från 1 oktober 1941
Oppunda härad:
- Julita landskommun
- Västra Vingåkers landskommun
- Österåkers landskommun
- Östra Vingåkers landskommun

### Från 1 januari 1952
- Julita landskommun
- Västra Vingåkers landskommun (från 1 januari 1963 benämnd Vingåkers landskommun)